# Gabilan, mein bester Freund
Gabilan, mein bester Freund (Originaltitel The Red Pony) ist ein US-amerikanischer Spielfilm unter Regie von Lewis Milestone aus dem Jahr 1949. Als Vorlage diente die Erzählung Das rote Pferd (The Red Pony, 1933) von John Steinbeck, die auf Deutsch unter anderem in der Kurzgeschichtensammlung Der rote Pony und andere Erzählungen erschien. Steinbeck verfasste auch das Drehbuch zum Film, an dem mit Aaron Copland als Filmkomponisten noch ein weiterer bedeutender amerikanischer Künstler beteiligt war.

## Handlung
Anfang des 20. Jahrhunderts lebt der Junge Tom auf einer Ranch im kalifornischen Salinas-Tal mit seiner Mutter Alice, seinem Vater Fred und dem Ranchgehilfen Billy Buck. Schließlich zieht auch sein Großvater – Alices Vater – auf die Farm, der die Eroberung des Wilden Westens mitgemacht hat und aus dieser Zeit mehr oder weniger glaubwürdige Anekdoten zu berichten weiß. Der Familienvater Fred ist vor einigen Jahren als Stadtmensch aufs Land gezogen, fühlt sich dort aber unwohl und fremd. Er ist unglücklich, dass sein Sohn Tom eine engere Bindung an Billy Buck als an ihn hat, außerdem stört ihn der kauzige Großvater. Fred und Alice drohen sich zu entfremden, da sie meint, für seine Unzufriedenheit sei Fred auch in guten Teilen selbst verantwortlich.
Fred beschenkt Tom mit einem Pony, das Gabilan genannt wird. Mithilfe von Billy Buck zieht er das Pony groß und die beiden beginnen, es für das Reiten zu trainieren. Stolz zeigt Tom seinen Mitschülern das Pony. Unterdessen fühlt sich Fred Tiflin auf dem Land so unglücklich, dass er auf unbestimmte Zeit zu seinen Verwandten nach San José verreist.
Eines Tages entkommt das Pony während eines Gewitters aus dem Stall und entwickelt ein lebensbedrohliches Fieber. Buck gibt sich die Schuld, da Gabilan unter seiner Verantwortung aus dem Stall entkommen konnte, und verspricht Tom, dass er das Pony wieder gesund machen werde. Fred trifft unterdessen wieder aus San José ein, wo er ein Jobangebot erhalten hat. Er wird von Alice begrüßt, dass seine Rückkehr gut sei, da er Tom im Falle des Todes von Gabilan trösten könne. Von dieser pragmatischen Begrüßung fühlt sich Fred zurückgesetzt. Er würde Tom am liebsten wegschicken, damit er nicht mit dem Tod des Ponys konfrontiert wird, was aber Alice und der Großvater ablehnen, da Tom über den Tod als Teil des Lebens lernen könne. Am nächsten Abend benötigt das Pferd, das kaum noch atmen kann, einen Luftröhrenschnitt. Tom legt sich nachts zu Gabilan, doch dieses bricht bei einem erneuten Regenschauer abermals aus dem Stall aus. Am nächsten Morgen wacht Tom aus und folgt den Fußspuren von Gabilan bis zu einem Teich, an dem es tot liegt. Geier beginnen sich bereits über das Pony herzumachen und Tom verjagt die Geier, wobei er sich selbst im Kampf mit einem der Geier verletzt.
Tom gibt Buck die Schuld für den Tod des Ponys. Buck fühlt sich schuldig und verspricht Tom das Fohlen seiner schwangeren Pferdestute. Tom möchte zunächst nicht das Fohlen haben, da er sauer auf Buck ist, besinnt sich aber später eines besseren. Seine Mitschüler glauben ihm nicht, dass er schon wieder ein Fohlen bekommt, und lachen ihn aus. Als sich Komplikationen bei der Geburt des Fohlens andeuten, möchte Buck seine Stute aufschneiden und damit töten, um Tom das Fohlen zu geben. Tom möchte den Tod der Stute nicht zulassen und stiehlt ihm sein Messer. Buck und Tom kämpfen um das Messer, doch es stellt sich heraus, dass das Fohlen inzwischen auf natürliche Weise ohne Komplikationen geboren wurde. Auch Toms Eltern haben inzwischen Frieden miteinander geschlossen und wollen auf dem Land wohnen bleiben.

## Hintergrund
Die Dreharbeiten zu dem Film begannen am 20. Mai 1947 und endeten Mitte August desselben Jahres. Für das Westernstudio Republic Pictures, die ansonsten eher B-Filme drehten, war The Red Pony eine Prestigeproduktion. Die Weltpremiere fand am 8. März 1949 in New York statt, an den Kinokassen blieb der Film hinter den Erwartungen zurück.
Der kindliche Hauptdarsteller Peter Miles (1938–2002) war der ältere Bruder der Kinderdarstellerin Gigi Perreau; im Erwachsenenleben wurde er später Schriftsteller und Lehrer. Zu den Darstellern von Toms Mitschülern in kleinen Nebenrollen zählen unter anderem der spätere Filmstar Beau Bridges, der spätere Pop- und Jazzmusiker Nino Tempo und der spätere Hollywood-Pferdetrainer Don Reynolds. Für den altgedienten Kameramann Tony Gaudio war es der letzte Film, er zog sich daraufhin in den Ruhestand zurück und starb zwei Jahre später. Die Filmbauten gestalteten Nicolai Remisoff und Victor Green, die Kostüme wurden von Adele Palmer entworfen. Als im Vorspann ungenannter Regieassistent von Milestone fungierte der spätere Hollywood-Regisseur Robert Aldrich, der Assistent des Produzenten (ebenfalls Milestone) war der Schauspieler und spätere Fernsehproduzent Norman Lloyd.
1973 erschien eine Neuverfilmung des Stoffes als Fernsehfilm (Originaltitel The Red Pony, deutscher Titel Das letzte Wort hat Tilby) mit Henry Fonda, Maureen O’Hara, Ben Johnson und Clint Howard in den Hauptrollen.

## Filmmusik
The Red Pony ist eine der bekanntesten Filmkompositionen von Aaron Copland. Er bearbeitete sie auch zu einer Orchestersuite, die am 30. Oktober 1948 in Houston bei dem Houston Symphony Orchestra ihre Weltpremiere erlebte. Coplands Suite ist aufgeteilt in sechs Sätze: I. Morning on the Ranch, II. The Gift, IIIa. Dream March, IIIb. Circus Music, IV. Walk to the Bunkhouse, V. Grandfather’s Story, VI. Happy Ending. Copland selbst spielte den Soundtrack später auch mit dem Philharmonia Orchestra in London ein, diese Aufnahme wurde bei Columbia Records veröffentlicht.

## Kritiken
Bosley Crowther benannte in seiner Kritik in der New York Times vom 9. März 1949 sowohl Stärken als auch Schwächen. Der Film setze sich aus drei verschiedenen Episoden in Steinbecks Erzählung The Red Pony zusammen, was man auch an der etwas „weitschweifigen“ und häufig unrund wirkenden Erzählweise erkennen könne. Myrna Loy und Shepperd Sturdwick in den Rollen der launenhaften Eltern seien „deprimierend in jeder Art“, Robert Mitchum als Farmgehilfe vielleicht eine Spur zu lakonisch. Der Kinderdarsteller Peter Miles sei hingegen „reizvoll“. Lewis Milestones Regie des Stoffes wirke manchmal etwas zu unverbindlich, doch die wichtigste Sequenz über den Tod des Pferdes sei „getreu dem stechenden Schock von Mr. Steinbecks Geschichte“ erzählt. Zudem lobte Crowther die Entscheidung, den Film größtenteils nicht im Studio, sondern vor Ort auf einer kalifornischen Farm gedreht zu haben, was ein wirklicher Vorteil bei Technicolor sei. Die Streichermusik von Aaron Copland „erhöht das emotionale Potenzial vieler Szenen“. Zusammengefasst sei The Red Pony ein Film mit „bemerkenswerter Sicherheit, aber mittelmäßigem dramatischem Erfolg“.
Der Filmdienst empfiehlt den Film ab acht Jahren und schreibt: „Der Film, dessen Drehbuch von John Steinbeck stammt, bietet ansprechende Bilder, freundliche pädagogische Lehren und liebenswürdige Unterhaltung.“
Craig Butler vom All Movie Guide beschreibt The Red Pony als einen von „Hollywoods feinsten Familienfilmen“, der im Gegensatz zu den meisten Filmen dieses Genres relativ komplexe Charaktere und emotionale Situationen entwerfe, und diese mit Ehrlichkeit angehe. Zu den Stärken des Filmes zählten das gut konstruierte und geschriebene Drehbuch von John Steinbeck, die „aufwühlende, unvergessliche Filmmusik“ von Aaron Copland sowie die geschmackvolle Kameraarbeit von Tony Gaudio.